# 钱锺韩
钱锺韩（1911年6月2日—2002年2月8日），男，江苏无锡人，中国工程热物理和自动化专家，中国机电结合的动力工程学科的创建者。

## 生平
钱锺韩1927年7月毕业于无锡辅仁中学。1933年7月毕业于交通大学电机系。1934年赴英国伦敦大学理工学院深造，1936年6月毕业。回国后，1937年任贵州浙江大学机械系教授。1945年任昆明西南联合大学电机系教授。1946年抗战胜利后，任南京中央大学机械系教授。1949年中央大学改名南京大学后，任南京大学工学院院长。
1952年，南京大学工学院独立组建南京工学院，任南京工学院教授，曾兼自动化研究所所长，并任南京工学院副院长。1981年任南京工学院院长。1981年当选为中国科学院技术科学部学部委员（院士）。1988年南京工学院改名东南大学后，任东南大学名誉校长。
2002年2月8日去世。

## 社会兼职
曾任国务院学位委员会工学学科评议组成员兼自动控制学科评议组组长，江苏省第五、六届政协主席 （1983—1989）。

## 家族
父亲钱基厚之子。堂兄钱锺书。

## 著作
- 《模拟技术》
- 《自动调节原理》